# Oliver Phelps
Oliver Martyn John Phelps (Sutton Coldfield, Birmingham, 25 de fevereiro de 1986) é um ator britânico, irmão gêmeo de James Phelps.

## Biografia
Oliver Phelps é um ator britânico. Interpretou o personagem Jorge Weasley nos filmes da série Harry Potter é irmão gêmeo de James Phelps (ambos nascidos em 25 de Fevereiro de 1986). Sempre gostou de atuar em peças da escola e ao ficar sabendo da seleção para os filmes da série, não pensou duas vezes. Participou dos testes junto com o irmão após um amigo mostrar um anúncio de jornal e a mãe dos dois os incentivou a tentarem os papéis dos gêmeos Jorge e Fred Weasley, irmãos de Rony na série. Os testes ocorreram em Leeds. Pouco tempo depois ficaram sabendo que foram escolhidos para os papeis, James como Fred e Oliver como Jorge Weasley. Em uma entrevista disseram que estavam reunidos com toda a família na sala de estar quando a mãe atendeu o telefone que trazia a boa notícia. Susan pensou que era engano, já que a responsável pelo casting perguntou se ela era a mãe dos gêmeos Weasley. Estudaram na Arthur Terry School, em Sutton Coldfield, em salas separadas, trocando ocasionalmente de lugar para confundir professores. Como nos filmes, os gêmeos são muito brincalhões e às vezes trocam os nomes para confundir as pessoas.

## Filmografia
- 2011 – Harry Potter e as Relíquias da Morte - Parte 2 (Jorge  Weasley)
- 2010 – Harry Potter e as Relíquias da Morte - Parte 1 (Jorge  Weasley)
- 2009 – Harry Potter e o Enigma do Príncipe  (Jorge  Weasley)
- 2007 – Harry Potter e a Ordem da Fênix (Jorge  Weasley)
- 2006 – This Week 2006
- 2005 – Kid’s WB Spellbinding Secret
- 2005 – Harry Potter e o Cálice de Fogo (Jorge  Weasley)
- 2005 – An Audience with Al Murray
- 2004 – The Mysti Show (TV)
- 2004 – Ministry of Mayhem
- 2004 – The Smile
- 2004 – Harry Potter e o Prisioneiro de Azkaban (Jorge  Weasley)
- 2002 – Harry Potter e a Câmara Secreta (Jorge  Weasley)
- 2002 – SM:TV
- 2002 – This Is Personal: The Hunt for the Yorkshire Ripper (TV)
- 2001 – Harry Potter e a Pedra Filosofal (Jorge  Weasley)

## Curiosidades e informações
- Oliver é 13 minutos mais velho que James
- Do lado direito, no pescoço, Oliver tem duas pintas que James não tem
- Signo: Peixes
- Local de nascimento: Birmingham, Inglaterra
- Cor dos olhos: castanhos esverdeados
- Cor dos cabelos: castanhos
- Altura: 1,91 m
- Irmãos: James Phelps (gêmeo)
- Personagem: George Weasley
- Educação: Arthur Terry School, em Sutton Coldfield
- Como entrou em HP: Sempre adorou a atuação e, com o irmão, fez vários papéis em peças escolares. Em 2000 ele e James foram escolhidos para interpretar Fred e George Weasley
- Esportes: golfe e futebol
- Família: Tem 2 filhas, uma com 2 anos de diferença da outra